# La Paz County
La Paz County is een county in de Amerikaanse staat Arizona.
De county heeft een landoppervlakte van 11.655 km² en telt 19.715 inwoners (volkstelling 2000).